# Римокатоличка црква Светог апостола Павла у Бачу
Римокатоличка црква Св. апостола Павла у Бачу је подигнута у периоду од 1773. и 1780. године и има статус споменика културе у категорији непокретних културних добара од великог значаја.
Црква је изграђена под утицајем барока, складних пропорција, једнобродне основе са полукружном олтарском апсидом нижом од наоса, уз чију је северну страну подигнута сакристија. Унутрашњи простор је засведен је сферним сводовима и подељен на три травеја масивним полуступцима, које украшавају прислоњени пиластри са јонским капителима. Двоспратни звоник надвисује западно прочеље које је репрезентативно у односу на остале фасаде. У висини кровног венца је троугласти тимпанон.
Олтарска преграда из времена обнове цркве, са које је сачувана представа Визије апостола Павла пред Дамаскином, аутора Јожефа Пешкиа, замењена је новом, неоренесансном. На бочном олтару, на слици Св. Јосифа, потписао се Јован Клајић 1847. године, кад је изведена и представа Св. Флоријана, аутора Јоса Шофта.
Опсежно је обновљена 1838. године. У пожару 1923. године оштећени су кров и торањ, који је данашњи изглед добио 1937. године. 